# Saint-Maclou
Saint-Maclou ist eine französische Gemeinde mit 667 Einwohnern (Stand 1. Januar 2022) im Département Eure in der Region Normandie. Sie soll um das Jahr 600 herum von dem Heiligen Maclou (auch Malo genannt) gegründet worden sein. Maclou soll außerdem Saint-Malo gegründet haben und gilt als einer der sieben heiligen Gründer der Bretagne.

## Geografie
Saint-Maclou liegt in Nordfrankreich im Norden der Landschaft Lieuvin, 24 Kilometer südöstlich von Le Havre, etwa 35 Kilometer nordwestlich von Bernay, dem Sitz der Unterpräfektur des Arrondissements, und 5,3 Kilometer nordöstlich von Beuzeville, dem Hauptort des Kantons auf einer mittleren Höhe von 80 Metern über dem Meeresspiegel. Die Mairie steht auf einer Höhe von 115 Metern. Nachbargemeinden von Saint-Maclou sind Boulleville im Westen, Saint-Sulpice-de-Grimbouville im Nordosten, Triqueville im Südosten, Fort-Moville im Süden und Le Torpt im Südwesten. Das Gemeindegebiet hat eine Fläche von 556 Hektar. An der südlichen Gemeindegrenze verläuft der Bach Godeliers.
Saint-Maclou ist eine der Gemeinden im Département Eure, in denen die Gefahr sich plötzlich bildender metertiefer Löcher besteht. Die sogenannten Marnières sind alte Mergelgruben, die sich zum Beispiel nach starkem Regen öffnen können, wenn die Schuttfüllung in die Seitengänge geschwemmt wird. Durchschnittlich gibt es im Département Eure etwa 15 unterirdische Hohlräume, besonders Marnières und Versickerungsstrecken pro Quadratkilometer. In Saint-Maclou gibt es acht ehemalige Mergelgruben, zwei karstische Hohlräume und über zwanzig unterirdische Hohlräume unbekannter Ursache.
Die Gemeinde ist einer Klimazone des Typs Cfb (nach Köppen und Geiger) zugeordnet: Warmgemäßigtes Regenklima (C), vollfeucht (f), wärmster Monat unter 22 °C, mindestens vier Monate über 10 °C (b). Es herrscht Seeklima mit gemäßigtem Sommer.

## Geschichte
| Jahr | Einwohner |
| ---- | --------- |
| 1793 | 498       |
| 1800 | 332       |
| 1806 | 506       |
| 1841 | 607       |
| 1846 | 701       |
| 1851 | 666       |
| 1886 | 511       |
| 1901 | 457       |
| 1954 | 313       |
| 1975 | 295       |
| 1999 | 463       |
| 2009 | 563       |
| 2017 | 627       |

Auf dem Gemeindegebiet wurden eine aus Feuerstein gefertigte Pfeilspitze aus der Jungsteinzeit (etwa 5500 v. Chr. bis 2200 v. Chr.) sowie die Klinge eines langen Dolches oder Kurzschwerts aus der Frühen Bronzezeit (etwa 2200 v. Chr. bis 1600 v. Chr.) gefunden. Die 1886 beim Bau der Eisenbahnstrecke gefundene Klinge erinnert an Waffen, die in bretonischen Hügelgräbern der Jungsteinzeit gefunden wurden. Sie war Teil der Sammlung von Léon Coutil und befindet sich im Museum von Évreux.
Das Lehen Saint-Maclou wurde im 12. Jahrhundert erstmals urkundlich erwähnt. Das Lehen Le Mont wurde im 16. Jahrhundert erstmals urkundlich erwähnt.
1793 erhielt Saint-Maclou im Zuge der Französischen Revolution den Status einer Gemeinde und im Jahr 1801 durch die Verwaltungsreform unter Napoleon Bonaparte (1769–1821) das Recht auf kommunale Selbstverwaltung.
Im Zweiten Weltkrieg (1939–1945) wurde das Kirchenschiff der Kirche Saint-Maclou beschädigt.

## Kultur und Sehenswürdigkeiten

### Kirche Saint-Maclou

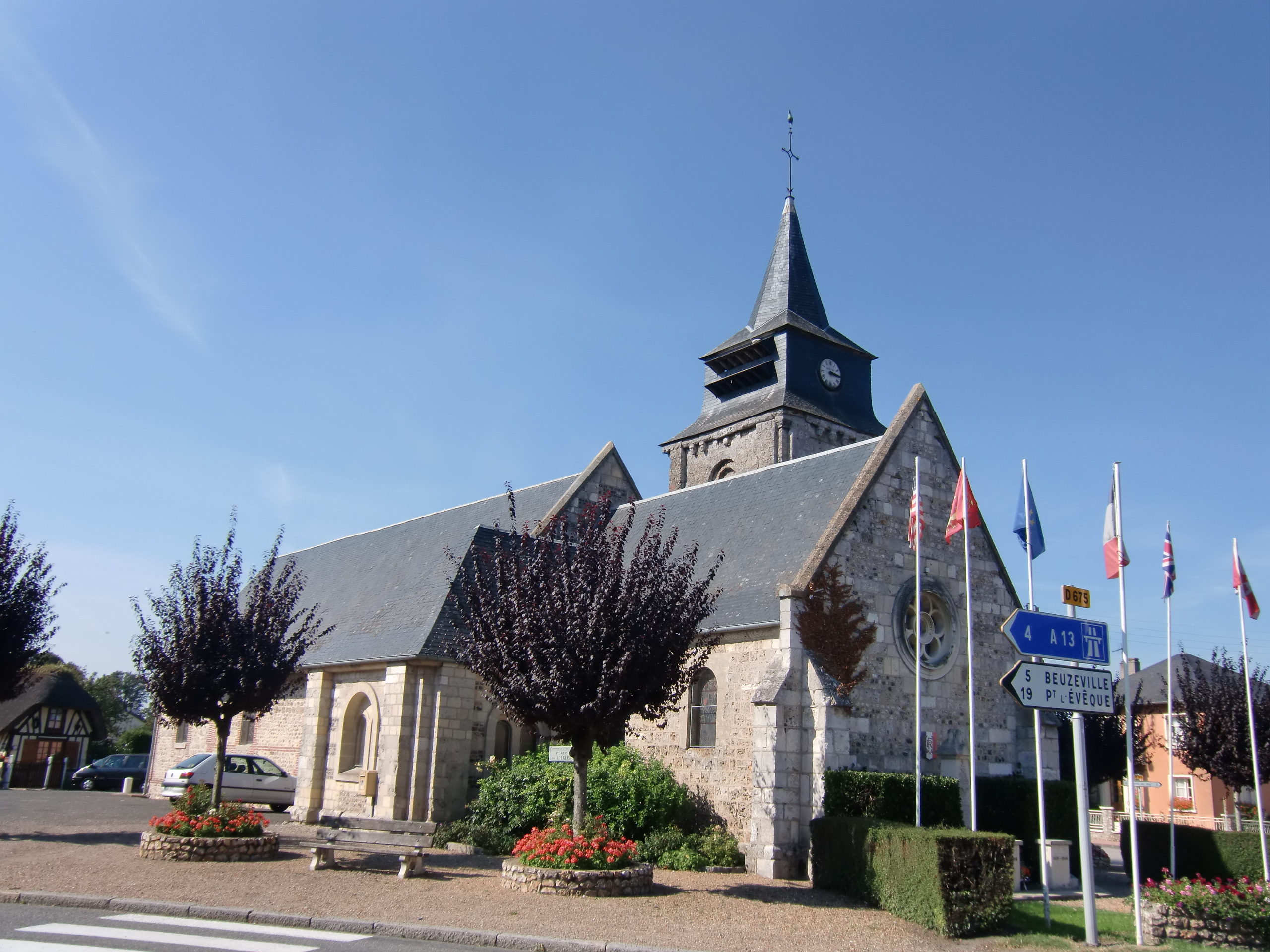
Die Kirche von Saint-Maclou

Saint-Maclou ist Teil der römisch-katholischen Gemeinschaft Sainte Thérèse de l’Enfant Jésus, die zur Pfarrei Estuaire Pays d’Auge des Bistums Évreux gehört. Der Friedhof lag ursprünglich an der Kirche. Er wurde später umgelagert, dabei blieb das Friedhofskreuz bei der Kirche. Es stammt aus dem 12. oder 13. Jahrhundert und wurde 1953 in das Zusatzverzeichnis der Monuments historiques (‚historische Denkmale‘) eingetragen. Ältestes Bauteil der Kirche Saint-Maclou ist der Kirchturm, der aus dem Ende des 11. oder Anfang des 12. Jahrhunderts stammt und ebenfalls 1953 in das Zusatzverzeichnis der historischen Denkmale eingetragen wurde. Die Kirche wurde im 18. Jahrhundert und nach 1944 restauriert. In der Kirche gibt es eine Statue des Heiligen Maclou aus dem 17. Jahrhundert. Der Rest des Mobiliars wurde nach der Französischen Revolution erneuert. Das im Zweiten Weltkrieg stark beschädigte Kirchenschiff wurde wieder aufgebaut. 

### Ehemalige Baumwollspinnerei
Der Bach Godeliers diente nach 1833 im Lieu-dit (‚Ort, der genannt wird..‘) La Fosse als hydraulischer Antrieb einer Baumwollspinnerei. 1886 stellte das Werk seinen Betrieb ein. Das Hauptgebäude wird heute Château de la Fosse (‚Schloss La Fosse‘) genannt. Um 1882 hatte das Gelände sogar über eine private Schule verfügt. Das Schulgebäude wurde später als Kapelle genutzt und ist heute verlassen.

### Schlösser
Es gibt drei Schlösser in der Ortschaft, das Schloss Saint-Maclou-la-Campagne aus dem 17. Jahrhundert, das Schloss Le Mont ebenfalls aus dem 17. Jahrhundert und das Schloss Le Mont-Gouje aus dem 19. Jahrhundert.

#### Schloss Saint-Maclou-la-Campagne

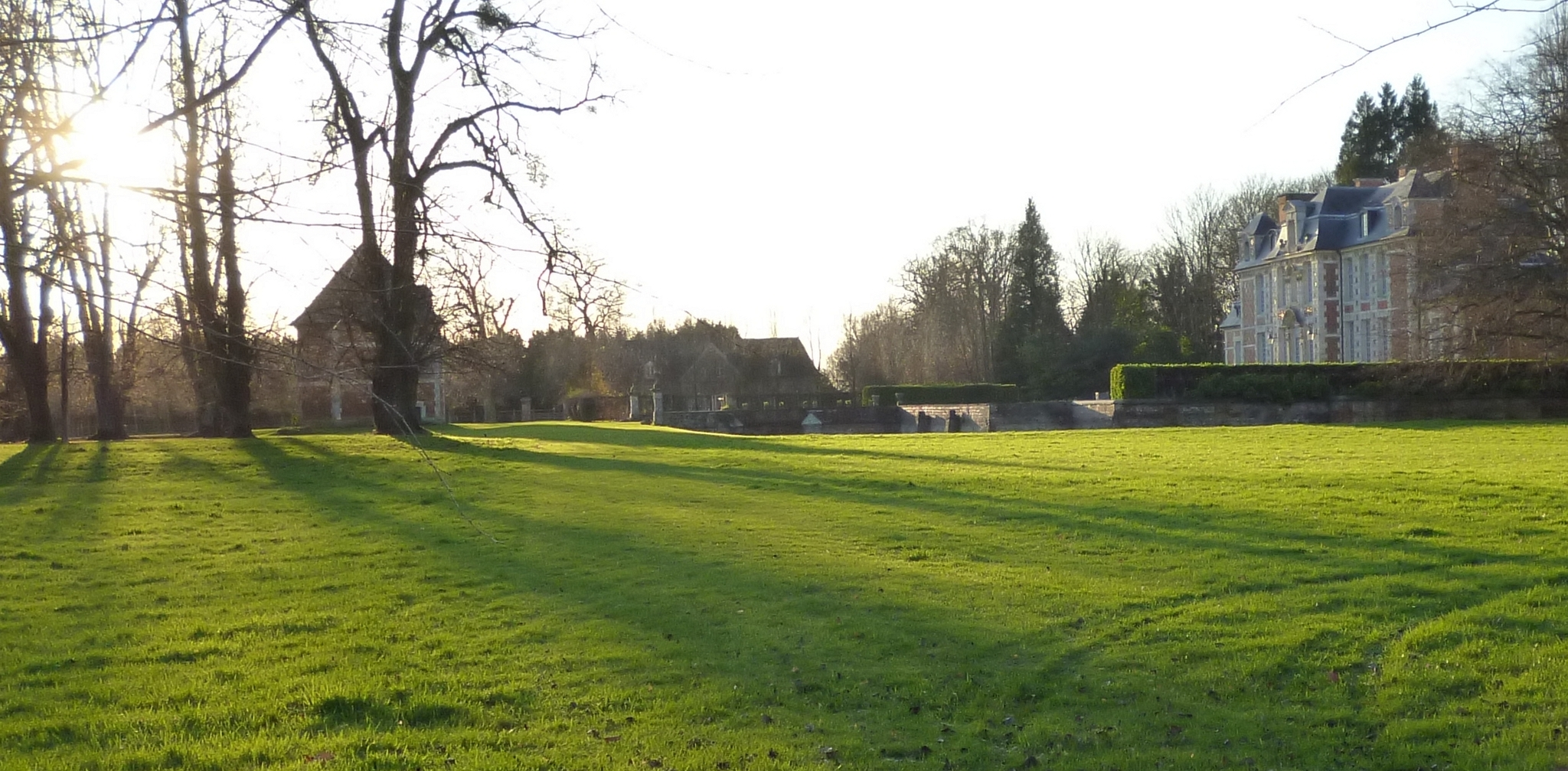
Schloss Saint-Maclou-la-Campagne im Winter

Das Schloss Saint-Maclou-la-Campagne wurde ab 1660 für Marc-Aurèle de Giverville erbaut. Es befindet sich im Privatbesitz und wird heute touristisch genutzt. Das Taubenhaus und das Kelterhaus wurden im 17. Jahrhundert errichtet, Letzteres wurde erst im 18. Jahrhundert fertiggestellt. Das Hauptgebäude wurde im Auftrag von Toussaint de Giverville im 18. Jahrhundert umgebaut. Gegen Ende des ersten Viertels des 19. Jahrhunderts wurden ein Pferdestall und andere landwirtschaftliche Gebäude erbaut. Von 1879 bis 1881 wurde eine neue Kapelle errichtet sowie Nord- und Südflügel an das Hauptgebäude angefügt. Die Dächer, die Fassade, der Ehrenhof, der Schlossgraben und der Park des Schlosses wurden 1977 in das Zusatzverzeichnis der historischen Denkmale eingetragen.

#### Schloss Le Mont
Das Hauptgebäude des Schlosses wurde im 17. Jahrhundert erbaut und im 18. Jahrhundert vergrößert. Der Park mit einem Springbrunnen wurde im 18. oder 19. Jahrhundert angelegt. Das Schloss befindet sich im Privatbesitz und wird heute touristisch genutzt.

#### Schloss Le Mont-Gouje
Das Schloss Le Mont-Gouje (auch Gouge) wurde um 1845 gebaut und ersetzte das ursprüngliche Herrenhaus eines Lehens, das im 17. Jahrhundert der Familie Le Bas gehörte.

## Wirtschaft und Infrastruktur
Im Jahr 2009 waren 17,1 Prozent der Erwerbstätigen in der Gemeinde beschäftigt, die anderen waren Pendler. 5,3 Prozent der Arbeitnehmer waren arbeitslos.
Es gibt einen Kindergarten, eine Grundschule und eine Bäckerei in der Gemeinde. Der nächstgelegene Bahnhof steht im 18,5 Kilometer entfernten Pont-l’Évêque. Der nächste Flughafen ist der 19 Kilometer entfernt liegende Flughafen Deauville in Saint-Gatien-des-Bois.
Auf dem Gemeindegebiet gelten kontrollierte Herkunftsbezeichnungen (AOC) für Calvados, Pommeau de Normandie, Pont-l’Évêque (Käse) und Camembert de Normandie sowie geschützte geographische Angaben (IGP) für Schweinefleisch (Porc de Normandie), Geflügel (Volailles de Normandie) und Cidre (Cidre de Normandie und Cidre normand).